# Plesiopidae
Plesiopidae é uma família de peixes da subordem Percoidei, superfamília Percoidea.

## Lista de géneros
- género Acanthoclinus Jenyns, 1841 — (5 espécies)
- género Acanthoplesiops Regan, 1912 — (5 espécies)
- género Assessor Whitley, 1935 — (3 espécies)
- género Beliops Hardy, 1985 — (2 espécies)
- género Belonepterygion McCulloch, 1915 — (1 espécie)
- género Calloplesiops Fowler et Bean, 1930 — (2 espécies)
- género Fraudella Whitley, 1935 — (1 espécies)
- género Paraplesiops Bleeker, 1875 — (5 espécies)
- género Plesiops Oken, 1817 — (17 espécies)
- género Steeneichthys Allen et Randall, 1985 — (2 espécies)
- género Trachinops Günther, 1861 — (4 espécies)